# La favola della rondine e del mare

Stele di Nebra dedicata al culto della rondine e della gatta. Da Deir el-Medina, tra il 1292 e il 1190 a.C., Nuovo Regno. Museo Egizio, Torino.

La favola della rondine e del mare appartiene al genere letterario egizio e anche se i testi giunti a noi sono stati scritti in un periodo più recente, quindi già in demotico, le figure che illustrano favole di animali rintracciate su alcuni ostraka appartenenti al Nuovo Regno, fanno ritenere che il genere delle favole sugli animali possa essere molto antico.
È da notare come il genere fiabesco animale sia stato diffuso non solo sul Mediterraneo, ma soprattutto nel continente asiatico e anche nella letteratura araba.

## Storia
La favola è inserita assieme a una serie di epistole su giare di terracotta appartenenti al I secolo e al II secolo d.C. Gli esperti le definiscono antologie utilizzate soprattutto nelle strutture scolastiche di quel tempo e di un periodo anche più antico, dato che ebbero grande successo intorno alla XX dinastia egizia (1100 a.C.).   
L'origine della favola è straniera e difatti il mittente è un principe arabo.

## Trama
I personaggi principali sono la rondine ed il mare in una condizione di personificazione.
La rondine chiese al mare di accudire i suoi piccoli. Un giorno, il mare incollerito travolse con le sue onde i piccoli della rondine. Quest'ultima assalita da sgomento e rabbia preannunziò la sua vendetta al mare, consistente in un suo lento prosciugamento. 

Secondo alcuni esperti, l'attività straordinaria della rondine potrebbe anche essere un'allegoria sulla importanza della determinazione e della costanza nell'ambito di un'operazione volonterosa.